# Birifor du Sud
Pour les articles homonymes, voir Birifor.
Le birifor du Sud est une langue oti-volta, du groupe des langues gur, parlée principalement au Ghana, 
dans la région du Nord et dans le district de Wa ouest en région du Haut Ghana occidental, et aussi en Côte d’Ivoire dans le district de Zanzan. Elle est distincte du birifor du Nord.

## Écriture
| a | b | c | d | e | f | g | h | i | j | k | l | m | n | o | p | r | s | t | u | v | w | y | ŋ | ɔ | ɛ | ɩ | ʊ |